# История Лесото

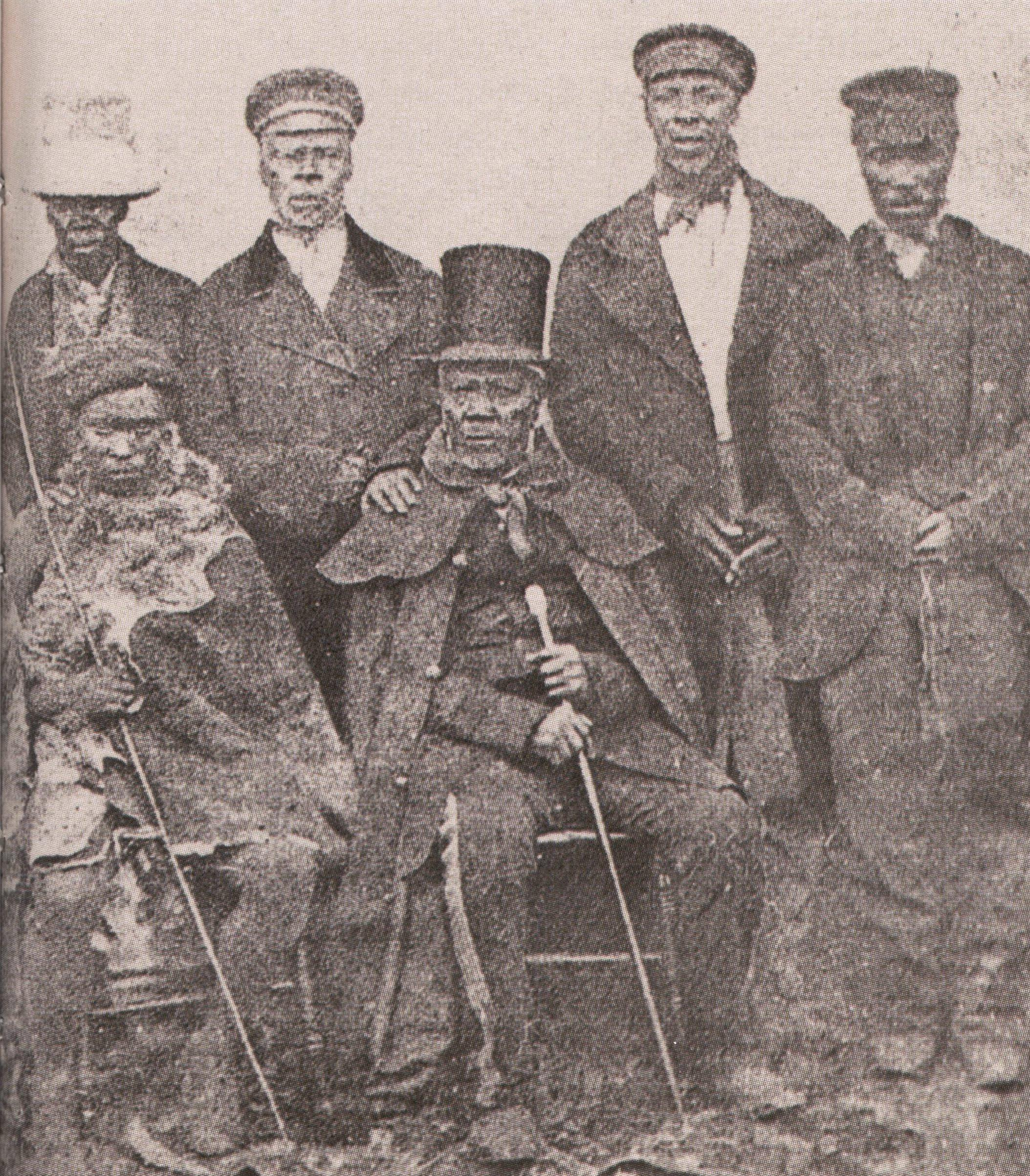
Мошвешве I со своими министрами

На территории нынешнего Лесото жили люди уже как минимум сорок тысяч лет назад. Впервые народ басуто получил государственность в 1822 году, когда вождь Мошвешве I объединил его против зулусов во время событий в Юго-Восточной Африке, известных как Мфекане. В дальнейшем басуто были втянуты в борьбу с английскими и бурскими колонистами. Одновременно Мошвешве I пригласил миссионеров, которые создали письменность языка сесото и напечатали первые книги на этом языке.

## Британский протекторат
В 1867 году басуто удалось победить бурских колонистов в войне против Оранжевой республики, и они обратились к королеве Виктории с просьбой создать на землях басуто протекторат Басутоленд. В 1869 году Великобритания и буры подписали Аливальский мирный договор, определивший границы Басутоленда, являющиеся современными границами Лесото. По договору Мошвешве I потерял примерно половину своих земель. 
По конституции 1965 года Басутоленд получил внутреннее самоуправление. На выборах 1965 в Национальное собрание победила Национальная партия Басото, выступавшая за сохранение тесных связей с ЮАР. Лидер этой партии Леабуа Джонатан стал премьер-министром.

## Независимость
Басутоленд оставался британским протекторатом до 1966 года, когда была провозглашена независимость и образовано королевство Лесото. 
В 1970 году правящая партия, Национальная партия Басото, проиграла выборы партии Конгресс Басотуленда (Конгресс Басото), возглавляемой Нтсу Мохеле, однако Леабуа Джонатан отказался передать власть, совершив государственный переворот. В 1974 году он подавил вооруженное выступление сторонников Мокхехле, после чего тот был вынужден бежать из страны. Но в конце 1970-х годов Освободительная армия Лесото, военное крыло Конгресса Басото, возобновила вооруженную борьбу против режима Джонатана.

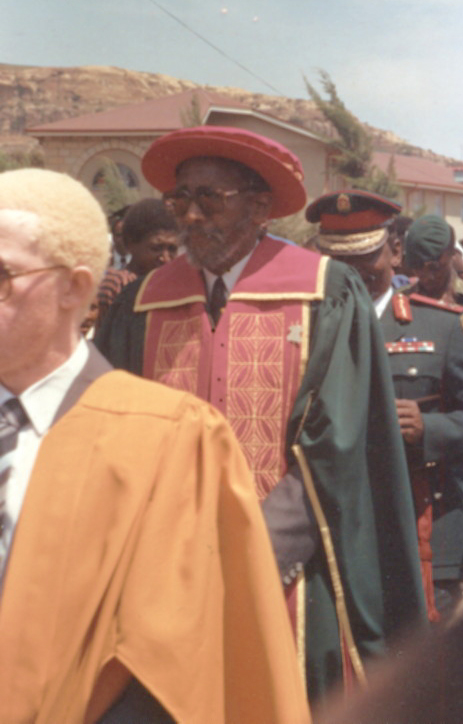
Король Мошвешве II в 1988 году

Джонатан стал критиковать власти ЮАР и предоставлять убежище противникам режима апартеида, установил дипломатические отношения с СССР и КНР. В ответ на это в начале 1986 года власти ЮАР начали экономическую блокаду Лесото. 19 января 1986 года правительство Джонатана было свергнуто, власть перешла к Военному совету во главе с генерал-майором Джастином Лекханья, после чего ЮАР сняла блокаду. 
В конце 1980-х годов ухудшились отношения между генералом Лекханья и королем Мошвешве II. В 1990 году Мошвешве II был вынужден отречься от престола и отправиться в изгнание, королем стал его сын Летсие III.
В 1991 году в Лесото была вновь разрешена деятельность политических партий и была принята новая конституция. На парламентских выборах 1993 года победил Конгресс Басото во главе с Нтсу Мохеле. 
В августе 1994 года король Летсие III распустил парламент, приостановил действие некоторых статей конституции и объявил о намерении вернуть трон своему отцу. Однако под международным давлением месяц спустя он был вынужден восстановить полномочия парламента. 
В 1995 году Мошвешве II всё же вернулся на престол в качестве конституционного монарха, но после его гибели в автомобильной катастрофе в 1996 году королем вновь стал Летсие III.
На парламентских выборах 1998 года одна из группировок расколовшегося Конгресса Басото под названием Конгресс за демократию в Лесото получила 79 из 80 мест. Но проигравшие оспорили результаты выборов и организовали беспорядки, заручившись поддержкой армейских офицеров. Премьер-министр Пакалитха Мосисили обратился за помощью к правительству ЮАР, после чего началась вооружённая операция сил Сообщества развития Юга Африки (операция «Болеас»). В конце 1998 года сопротивление мятежников удалось сломить, и войска САДК покинули Лесото.
Очередные парламентские выборы прошли под наблюдением международных представителей 25 мая 2002 года, убедительную победу на выборах одержал Конгресс за демократию в Лесото. Мосисили оставался премьер-министром до 2012 года.
В 2014 году в Лесото произошёл кризис власти, после этого в начале 2015 года прошли внеочередные парламентские выборы. По их результатам Мосисили вновь возглавил правительство страны. 1 марта 2017 года его правительству был выражен парламентский вотум недоверия. Мосисили рекомендовал королю распустить парламент, что было сделано 7 марта. На выборах, состоявшиеся 3 июня 2017 года, победили Тома Табана и его партия Конвенция всех басуто. 16 июня Табане сменил Мосисили на пост премьер-министра.